# Антон Филипов
Антон Спасов Филипов е български картограф и университетски преподавател, доцент в Софийския университет.

## Биография
Роден е в Перник през 1960 г. Учил е в 38 ОУ „Васил Априлов“ в София и в Софийския университет.
Преподава „Дистанционни изследвания и безпилотни летателни системи“. Основава Центъра за въздушно наблюдение в Софийския университет и ръководи катедра „Картография и ГИС“. Той е сред учредителите и членовете на Управителния съвет на Асоциацията на професионалните географи и регионалисти. Член е на Българския антарктически институт. Участва в IX експедиция до Антарктида.
Доцент Антон Филипов извежда, заедно със своите сътрудници, повърхностното картиране на карста в България на ново, съвременно ниво с прецизните си тримерни модели (карти). Той е и ключов лектор по картиране на пещери и ГИС през 2018 г. в Българската федерация по спелеология.
След овладян инсулт и разкарван в тежко състояние за прием между няколко болници умира от COVID-19 в София на 17 ноември 2020 г.